# Герцог Осуна

Герб герцога Осуна

Герцоги Осуна (duques de Osuna) — гранды Испании из рода Тельес-Хиронов (Téllez-Girón), которые в период расцвета Испании (в конце XVI и начале XVII века) обладали самыми крупными в стране частными земельными владениями после герцогов Медина-Сидония. На их землях стояли укреплённые города Уруэния на западе Кастилии и Осуна в Андалусии. 
С каждым поколением род расширял свои владения, пока в середине XIX веке Мариано Тельес-Хирон, 12-й герцог Осуна оказался обладателем 39 дворянских титулов, из которых 20 гарантировали статус гранда Испании. После смерти 12-го герцога, промотавшего своё состояние, титулы и имения Тельес-Хиронов были распределены между его родственниками.

## Происхождение

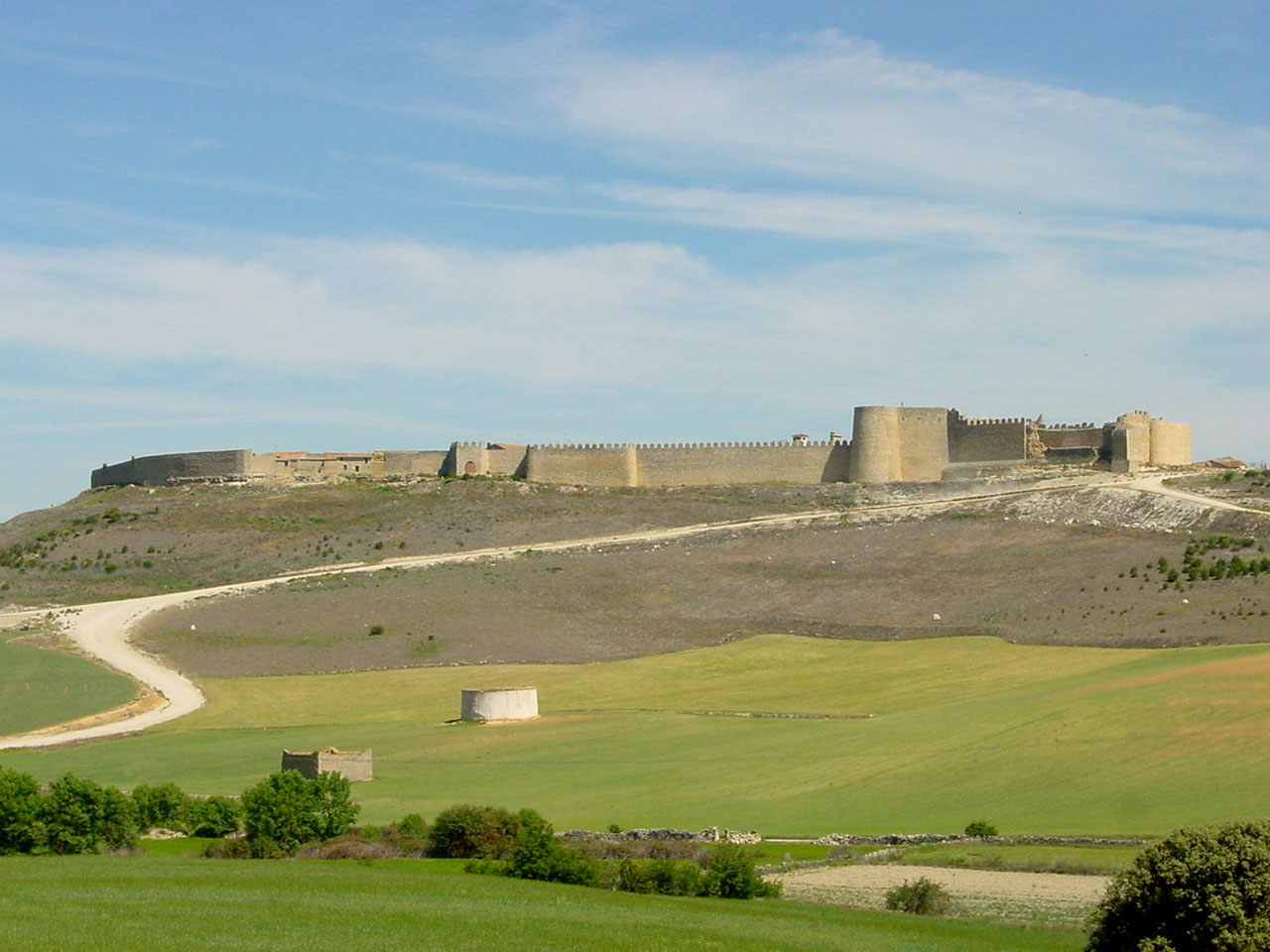
Уруэния — родовое гнездо Хиронов

Род Тельес-Хиронов по мужской линии представляет собой ветвь португальского дома да Кунья. Его родоначальник Палу Гутерреш сыграл заметную роль в осаде и взятии Лиссабона крестоносцами. В XII веке представители этого рода владели замком Табуа. Мартин Васкеш да Кунья выехал в Кастилию в годы Португальской смуты. Его жена Тереза принадлежала к роду Хиронов, прославленному в хрониках испанского средневековья. Потомки этого брака сменили фамилию да Кунья (или Акунья) на Тельес-Хирон.
К роду Акунья принадлежали графы Валенсия-де-Дон-Хуан и Альфонсо Каррильо, глава испанской церкви с 1446 по 1482 годы. Его племянник Хуан Пачеко при Генрихе Бессильном (1454-65 гг.) по сути единолично правил Кастильским королевством. В 1472 г. приобрёл титул герцога Эскалона, который его наследники носят до сих пор.
Младший брат Хуана, Педро Хирон (1423-66), использовал свой пост магистра ордена Калатравы для приращения владений своего семейства. В частности, он передал из распоряжения ордена в личную собственность город Осуна, а также перестроил под собственную резиденцию орденский замок Пеньяфьель. Не обращая внимание на действовавшее в ордене правило целибата, он прижил и впоследствии узаконил нескольких сыновей, которые владели графством Уруэния и писались (с 1464 г.) графами Уренья (Ureña).

## Герцоги Осуна

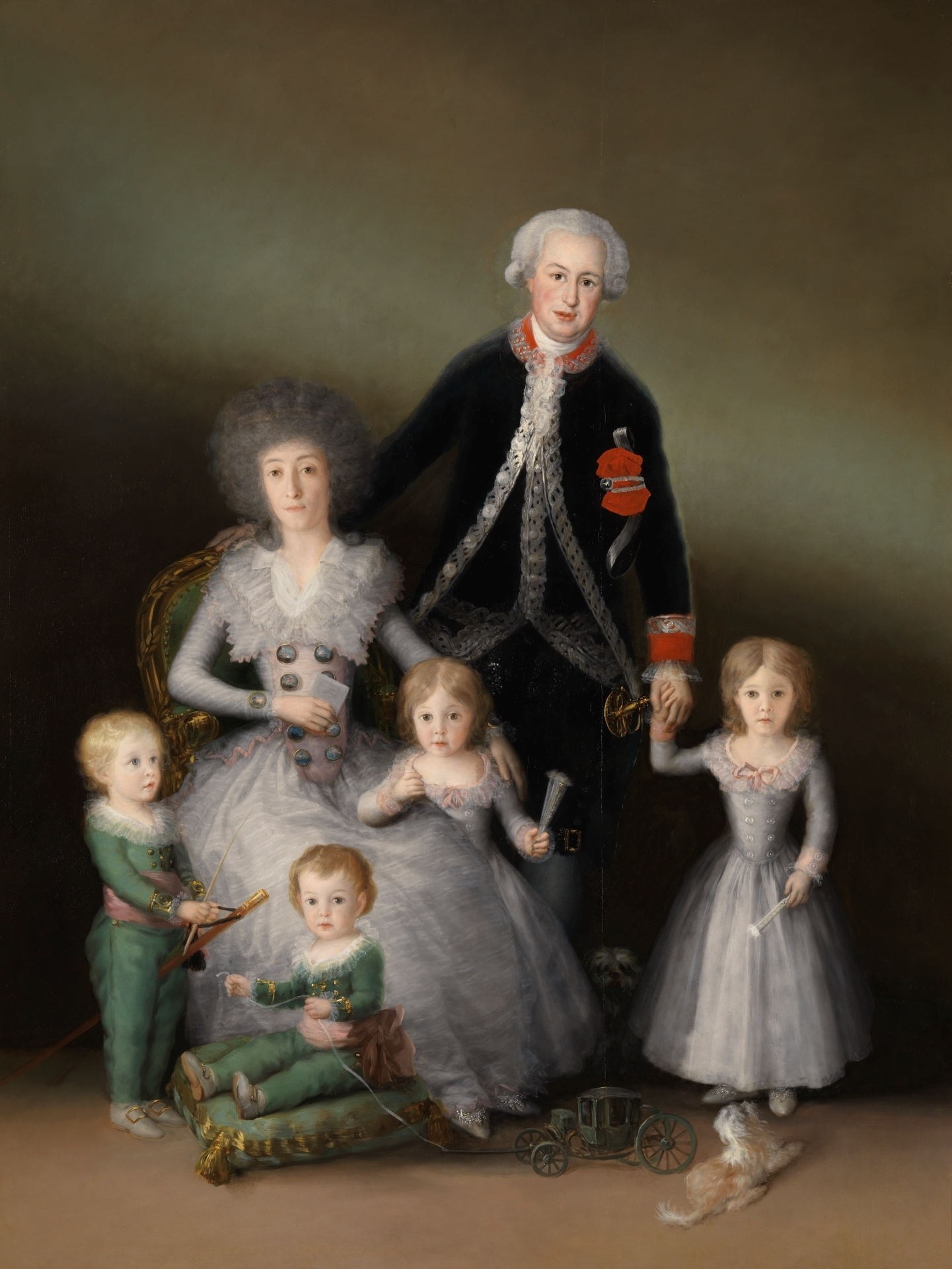
Семейство 9-го герцога Осуны на портрете Гойи

Педро Хирон, 5-й граф Уренья (правнук магистра) выполнял разнообразные дипломатические поручения короля Филиппа II — ездил послом в Лиссабон и в Ватикан, управлял от его имени Южной Италией. В 1562 г. король даровал ему право именоваться герцогом Осуна. Старшему сыну герцога было позволено носить титул учтивости — «маркиз Пеньяфьель». Ходила молва, что драматург Тирсо де Молина был его внебрачным сыном.
Могущество рода Тельес-Хирон достигло зенита при 3-м герцоге Осуне (1574—1624). Этот так называемый «великий герцог Осуна» в 1611-16 гг. исправлял должность наместника (вице-короля) в Палермо, а в 1616-20 гг. — в Неаполе. Его секретарь Кеведо часто упоминает его на страницах своих произведений. В Неаполе придворным художником Осуны был Хосе де Рибера. Женой его сына была герцогиня Уседа — внучка герцога Лермы. После свержения Лермы и прихода к власти Оливареса попал в немилость и принуждён был удалиться в свои поместья. Опала Хиронов продлилась 30 лет.
9-й герцог Осуна в 1771 г. сочетался браком с 12-й герцогиней Бенавенте, после чего эти два титула стали неразлучны. Семейство герцога и герцогини не раз изображал Франсиско Гойя. После смерти 13-го герцога дель Инфантадо его владения и титулы унаследовал племянник — 11-й герцог Осуна. Ему наследовал в 1844 г. Мариано Тельес-Хирон (1814-82), 12-й герцог Осуна, 15-й герцог дель Инфантадо, который жил на широкую ногу и имел репутацию мота, в том числе и в России, где он возглавлял испанское посольство с 1856 по 1868 годы. От брака с принцессой Сальм-Сальм (впоследствии герцогиней де Круа) детей не имел.
Разгульная жизнь 12-го герцога — кавалера ордена св. Андрея Первозванного едва не закончилась банкротством. По новым законам наследования титулов ему должен был наследовать ближайший родственник, герцог Альба, однако испанская корона встревожилась чрезмерным сосредоточением титулов в руках последнего. Под нажимом монарха судебное разбирательство завершилось тем, что герцогство Осуна осталось в руках Хиронов, а герцогство Инфантадо было передано в захудалый род Артеага. Подверглась разделу и «превосходная библиотека герцога Осунского», которая упомянута в начальных строках повести «Кармен».

## Наследование

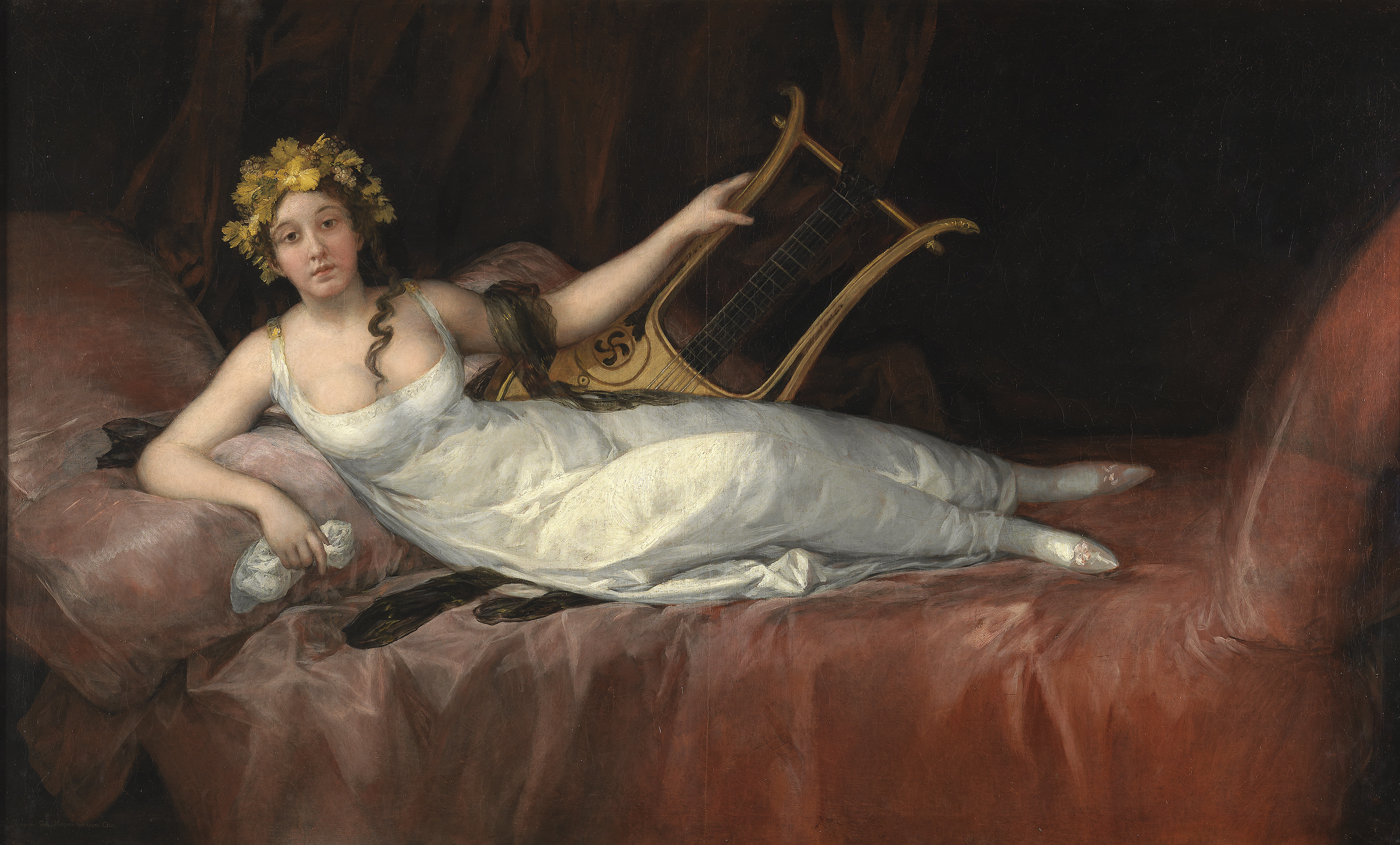
Маркиза де Санта-Крус, дочь герцога Осуна, на портрете Гойи

Мужская линия дома герцогов Осуна (как и почти всех других величайших герцогских домов Испании) в конце XX века пресеклась. Ныне здравствующая (16-я по счёту) герцогиня Осуна — последняя в роду Тельес-Хиронов. Она унаследовала титулы своих предков в 1931 году, в возрасте 5 лет.
От первого брака с дворянином Педро де Солис-Бомонтом родилась наследница титула, носящая титул герцогини Аркос, в своё время унаследованный Хиронами от угасшего рода Понсе де Леонов. Супругом герцогини Аркос является маркиз де Кастро-Серна из рода Ульоа.
Вторая дочь герцогини Осуна носит титул герцогини Пласенсия, унаследованный Хиронами от угасшего рода Суньига. Её супруг — герцог Мориньяно, представитель чёрной знати из рода Русполи.
Дочери 16-й герцогини Осуна от второго брака с маркизом де Монтемусо носят титулы герцогинь Уседа (титул, созданный для старшего сына герцога Лермы) и Медина-де-Риосеко (традиционный титул главы рода Энрикесов).

## Владения герцогского дома Осуна
|                   |  |                                                          |  |                  |
| Замок Монтеалегре |  | Замок графов Оропеса (построен родом Альварес де Толедо) |  | Замок Пеньяфьель |